# Bitka za Energodar
Bitka za Energodar je bila vojaški spopad med ruskimi oboroženimi silami in ukrajinskimi oboroženimi silami med južnoukrajinsko ofenzivo v okviru ruske invazije na Ukrajino leta 2022 za mesto Energodar v Zaporoški oblasti. V Energodarju se nahaja jedrska elektrarna Zaporožje, ki proizvede skoraj polovico električne energije v državi in več kot petino vse električne energije, proizvedene v Ukrajini, ter bližnja termoelektrarna.

## Bitka
28. februarja je rusko obrambno ministrstvo sporočilo, da so zavzeli mesto Energodar in jedrsko elektrarno Zaporožje, kar je župan Energodarja Dmitro Orlov zanikal. Lokalni prebivalci so kasneje zabarikadirali cesto do elektrarne in vhod v mesto ter prisilili ruske sile, da so se vrnile.
Ukrajinski uradniki so 1. marca izjavili, da so ruske sile obkolile mesto, okoli 14. ure pa se je v Energodar odpravil ruski konvoj. Po besedah Orlova je imelo mesto težave s preskrbo s hrano. Zvečer je protest lokalnih prebivalcev preprečil vstop ruskih sil v mesto.
Zjutraj 2. marca je Orlov izjavil, da se ruske enote ponovno približujejo mestu. Protestniki so ponovno blokirali ceste; nosili so ukrajinske zastave in pri blokadi uporabljali tovornjake za smeti. Orlov je za Ukrinform povedal, da sta bili dve osebi ranjeni, ko naj bi ruski vojaki v množico civilistov metali granate. Do 18:00 se je na protestu zbralo dvesto prebivalcev in delavcev elektrarne. Generalni direktor Mednarodne agencije za atomsko energijo Rafael Grossi je izjavil, da so ruske oblasti obvestile IAEA, da ruske sile nadzorujejo ozemlje okoli jedrske elektrarne.
3. marca 2022 ob 23:28 po lokalnem času se je kolona 10 ruskih oklepnih vozil in dveh tankov previdno približala jedrski elektrarni Zaporožje. Akcija se je začela 4. marca ob 0:48, ko so ukrajinske sile izstrelile protitankovske rakete, ruske sile pa so odgovorile z različnimi orožji, vključno z granatami na raketni pogon. Med približno dveurnim intenzivnim gašenjem je izbruhnil požar v objektu za usposabljanje zunaj glavnega kompleksa, ki so ga pogasili do 6:20, čeprav so bili poškodovani tudi drugi deli v okolici tovarne. Kasneje istega dne je IAEA potrdila, da varnostni sistemi elektrarne niso bili prizadeti in da ni prišlo do izpusta radioaktivnih snovi.
Ruske sile so vstopile tudi v Energodar in prevzele nadzor nad njim. Orlov je navedel, da je mesto zaradi bitke izgubilo oskrbo z ogrevanjem.

## Posledice
Oleksandr Staruh, guverner Zaporoške oblasti, je 5. marca izjavil, da so ruske sile po plenjenju zapustile mesto in da so razmere v mestu popolnoma pod nadzorom lokalnih oblasti. Vendar je Orlov to poročilo zanikal in zatrdil, da ruske sile še vedno zasedajo obrobje mesta in elektrarno, mesto pa še vedno upravljajo lokalne oblasti. Ukrajinska vojaška uprava za jugovzhod je 7. marca potrdila, da je Energodar pod nadzorom ruskih sil.